# Conus madagascariensis
Espèce
Statut de conservation UICN

 LC  : Préoccupation mineure
Conus madagascariensis est une espèce de mollusques gastéropodes marins de la famille des Conidae.
Comme toutes les espèces du genre Conus, ces escargots sont prédateurs et venimeux. Ils sont capables de « piquer » les humains et doivent donc être manipulés avec précaution, voire pas du tout.

## Description
La taille de la coquille varie entre 44 mm et 81 mm.

## Distribution
Cette espèce marine est présente au large de Madagascar et Inde du Sud.

### Niveau de risque d’extinction de l’espèce
Selon l'analyse de l'UICN réalisée en 2011 pour la définition du niveau de risque d'extinction, Cette espèce d'escargot conique est endémique de l'Inde du Sud, le long des côtes occidentales et orientales. Elle est relativement peu commune dans les collections et n'est présente que sporadiquement sur le marché, mais peut être localement commune dans la nature. Bien qu'on la trouve dans des zones de développement côtier et de pollution accrus, sa distribution plus profonde peut lui offrir une certaine protection. Elle est actuellement inscrite dans la catégorie préoccupation mineure.

## Taxinomie

### Publication originale
L'espèce Conus madagascariensis a été décrite pour la première fois en 1858 par le naturaliste, illustrateur et conchyliologiste britannique George Brettingham Sowerby II dans « Monograph of the genus Conus »,.

### Synonymes
- Conus (Darioconus) madagascariensis G. B. Sowerby II, 1858 · appellation alternative
- Darioconus madagascariensis (G. B. Sowerby II, 1858) · non accepté